# Phrynocephalus clarkorum
Phrynocephalus clarkorum är en ödleart som beskrevs av  Anderson och Alan E. Leviton 1967. 
Phrynocephalus clarkorum ingår i släktet Phrynocephalus och familjen agamer. Inga underarter finns listade i Catalogue of Life.